# Chiara Francini
Chiara Francini (Firenze, 20 dicembre 1979) è un'attrice, scrittrice e conduttrice televisiva italiana.

## Biografia
Nata a Firenze e cresciuta a Campi Bisenzio, figlia unica, si è laureata all'Università degli Studi di Firenze in Lettere, con una tesi in italianistica sulla Retorica dell’Ermeneutica, con la votazione di 110 e lode. La sua formazione artistica inizia al Teatro della Limonaia di Sesto Fiorentino, diretto da Barbara Nativi. Sotto la sua direzione recita in Noccioline, un testo di Fausto Paravidino. Per due anni consecutivi è nello spettacolo Faccia da comico al Teatro Ambra Jovinelli di Roma, con la direzione artistica di Serena Dandini. Approda in televisione grazie a Marco Giusti, che le offre due ruoli fissi nei suoi programmi BlaBlaBla  e Stracult; vengono poi Radio Sex di Alessandro Baracco, e Le ragazze di San Frediano, per la regia di Vittorio Sindoni; nel 2007 è "Marzia Meniconi", una delle protagoniste di Gente di mare 2.
Tra il 2007 e il 2008 è impegnata in quattro film: Leonardo Pieraccioni la vuole nel ruolo di Giustina in Una moglie bellissima, in cui canta due canzoni del musical Grease, facenti parte della colonna sonora del film; Francesco Patierno la sceglie per Il mattino ha l'oro in bocca; Spike Lee le affida il ruolo di Fabiola, una delle vittime della strage nazista di Sant'Anna di Stazzema nel film Miracolo a Sant'Anna. Nel 2009 partecipa alla miniserie TV Le segretarie del sesto, per la regia di Angelo Longoni, e al film Feisbum - Il film, episodio Gaymers, diretto da Emanuele Sana. Nel 2010 compare ancora sul piccolo schermo nella serie TV Tutti pazzi per amore 2, per la regia di Riccardo Milani.
È una delle protagoniste del film per il cinema Maschi contro femmine nel 2010 e di Femmine contro maschi nel 2011, entrambi per la regia di Fausto Brizzi, in cui interpreta Marta, una ragazza omosessuale. Nel 2011 co-conduce il programma televisivo Colorado; al cinema recita nel film La peggior settimana della mia vita, per la regia di Alessandro Genovesi; in televisione ritorna su Rai 1, col personaggio di Bea, in Tutti pazzi per amore 3. Partecipa inoltre al film C'è chi dice no, per la regia di Giambattista Avellino, e all'opera prima Cacao, per la regia di Luca Rea. Vince il premio Guglielmo Biraghi nel 2011, come attrice rivelazione dell'anno, assegnatole dal sindacato giornalisti cinematografici, nell'ambito del 68º Festival Internazionale del cinema di Venezia.
Nel 2012 è testimonial di Dolce & Gabbana nella campagna mondiale uomo P/E 2012. Sempre nel 2012 torna in TV, su Sky Cinema, con Un Natale per due, dove interpreta anche la Carmen di Bizet, per la regia di Giambattista Avellino. Sempre nel 2012 torna al cinema con Buona giornata, per la regia di Carlo Vanzina. Nel 2013 è una delle protagoniste del film per il cinema Pazze di me di Fausto Brizzi. Dal 30 aprile dello stesso anno conduce il programma Aggratis!, trasmesso in diretta da Rai 2, in seconda serata. Nel 2013 è protagonista del film Ti sposo ma non troppo, opera prima di Gabriele Pignotta. Ancora nel 2013 conduce il programma Fashion style in prima serata, ed è la protagonista dello spettacolo teatrale Ti ho sposato per allegria di Natalia Ginzburg, con la regia di Piero Maccarinelli per il quale riscuote ottime critiche, come quella di Franco Cordelli nel Corriere.
Nel 2014 è fra i protagonisti del film corale Soap opera di Alessandro Genovesi. Sempre nel 2014 conduce in prima serata Colorado su Italia 1, insieme a Diego Abatantuono. Nel 2015 è stata la madrina di due festival: quello di Tavolara, a luglio, ed il 33° Torino Film Festival a novembre. Nel 2015 è una delle protagoniste della fiction Matrimoni e altre follie, per la regia di Laura Muscardin. Nel 2015-2016 è la testimonial femminile della compagnia telefonica 3 Italia. Per il cinema nel 2016 partecipa al film On Air - Storia di un successo, con la regia di Davide Simon Mazzoli e presta la voce a Matilda nel cartone animato Angry Birds - Il film.

 
Nel 2016 interpreta il personaggio di "Perla" nella fiction di Rai 1 Non dirlo al mio capo, per la regia di Giulio Manfredonia. Sempre nel 2016 viene scelta da Pippo Baudo per co-condurre con lui Domenica in. Nelle stagioni 2017 e 2018 è la protagonista femminile dello spettacolo teatrale Due, scritto da Luca Miniero e Smeriglia e diretto dallo stesso Miniero con più di 200 repliche e il plauso della critica. 

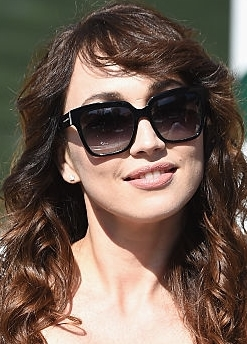
Chiara Francini nel 2017

 Nel 2017 esordisce per Rizzoli con il romanzo Non parlare con la bocca piena, best seller, con otto edizioni e 45 000 copie vendute e riscuote ottime critiche, come quella di Aldo Cazzullo. Nel maggio del 2018 conduce sul canale La EFFE, Love me gender, in 4 puntate, in cui si guarda con gli occhi della Francini ai nuovi modi di esser famiglia, alle nuove forme d'amore ai tempi della gender equality. Il programma riscuote successo di pubblico e di critica, come quella di Antonio Dipollina su La Repubblica.
Nel maggio del 2018 esce il secondo romanzo Mia madre non lo deve sapere per Rizzoli, ristampato dopo meno di un mese, che riscuote ottime critiche. Nel settembre 2018 va in onda la seconda stagione di Non dirlo al mio capo, in prima serata su Rai 1 per la regia di Riccardo Donna, in cui torna ad interpretare il personaggio di "Perla". Da ottobre 2018 collabora come editorialista per il quotidiano La La Stampa. Ha pubblicato Martino e Nina, un racconto di Natale, sul settimanale Vanity Fair Italia. A giugno 2019 va in onda su La EFFE Love me stranger, (4 puntate), in cui Francini racconta l'amore, in tutte le sue sfaccettature, tra italiani e stranieri al giorno d'oggi; anche questo programma riscuote un buon successo di pubblico e di critica (Antonio Fagioli, Avvenire).
Il 25 giugno 2019 esce Un anno felice (Rizzoli), il suo terzo romanzo, entrato subito nella classifica della narrativa tra i romanzi più letti, ristampato dopo meno di un mese e accolto con grande favore dalla critica (Mirella Serri su Tutto Libri, Aldo Cazzullo su Io Donna). Nel 2019 partecipa al film Martin Eden di Pietro Marcello, in concorso alla 76ª Mostra internazionale d'arte cinematografica di Venezia. Nelle stagioni 2019-2022 interpreta il ruolo di Antonia, protagonista del fortunato Coppia aperta, quasi spalancata, celebre testo di Dario Fo e Franca Rame, accanto ad Alessandro Federico. Lo spettacolo riscuote successo di pubblico e di critica. Aldo Cazzullo così scrive: "Chiara Francini si conferma l'attrice più talentuosa della sua generazione".)
Nell’estate del 2020 debutta al Teatro romano di Fiesole come protagonista ne L’amore segreto di Ofelia di Steven Berkoff, la cui drammaturgia è affidata a Chiara Lagani mentre la regia a Luigi De Angelis, della compagnia Fanny & Alexander. Il 1º dicembre 2020 esce il suo quarto romanzo, Il cielo stellato fa le fusa (Rizzoli). Nel 2021 è una delle protagoniste della commedia Addio al nubilato, per regia di Francesco Apolloni, trasmessa su Amazon. Il film è stato per settimane uno dei più visti sulla piattaforma Amazon Prime Video. Al cinema nel 2021 è Annalisa, protagonista di Altri padri, opera prima di Mario Sesti, pellicola drammatica, che affronta un tema di grande attualità: quello dei padri separati. Il film viene presentato fuori concorso al 39º Torino Film Festival (TFF). Ottime sono le critiche. Nel dicembre 2021 conduce, dal Cocoricò di Riccione, la cerimonia di premiazione degli Ubu, gli oscar del teatro italiano, trasmessa in diretta su Rai Radio Tre. Dal 2021 riveste il ruolo di giudice nella prima edizione di Drag Race Italia, in onda sulla piattaforma streaming Discovery+, e in chiaro, in prima TV assoluta su Real Time, a partire dal 9 gennaio 2022.
Nel 2022 è una delle protagoniste di Tre sorelle, trasmesso il 27 gennaio sulla piattaforma Amazon Prime Video per la regia di Enrico Vanzina. Dal 9 dicembre 2021 firma la rubrica Forte e Chiara su Specchio de La Stampa. Dall'aprile del 2022 diventa testimonial, insieme a Lillo, di Gocciole Pavesi. A luglio 2022 debutta al Napoli Teatro Festival col monologo Una ragazza come Io, scritto dalla stessa Chiara Francini per la regia di Nicola Borghesi. Il 26 agosto 2022 sul quotidiano La Stampa firma un editoriale sulla vicenda di Aldo Braibanti. Il 29 dicembre 2022 è protagonista, su RaiUno, in prima serata, del film, "Una scomoda eredità". Il 10 febbraio 2023 è co-conduttrice nella quarta serata del 73º Festival di Sanremo, al fianco di Amadeus e Gianni Morandi. Nel corso della serata, in un monologo, l'attrice si racconta e racconta le donne tra carriera, orologio biologico e sensi di colpa.
 

Il 18 marzo del 2023 esce Forte e Chiara, edito da Rizzoli; dal libro viene tratto lo spettacolo teatrale, scritto dalla stessa Francini per la regia di Alessandro Federico che debutta il 13 ottobre del 2023 al Teatro Rossini di Pesaro. 

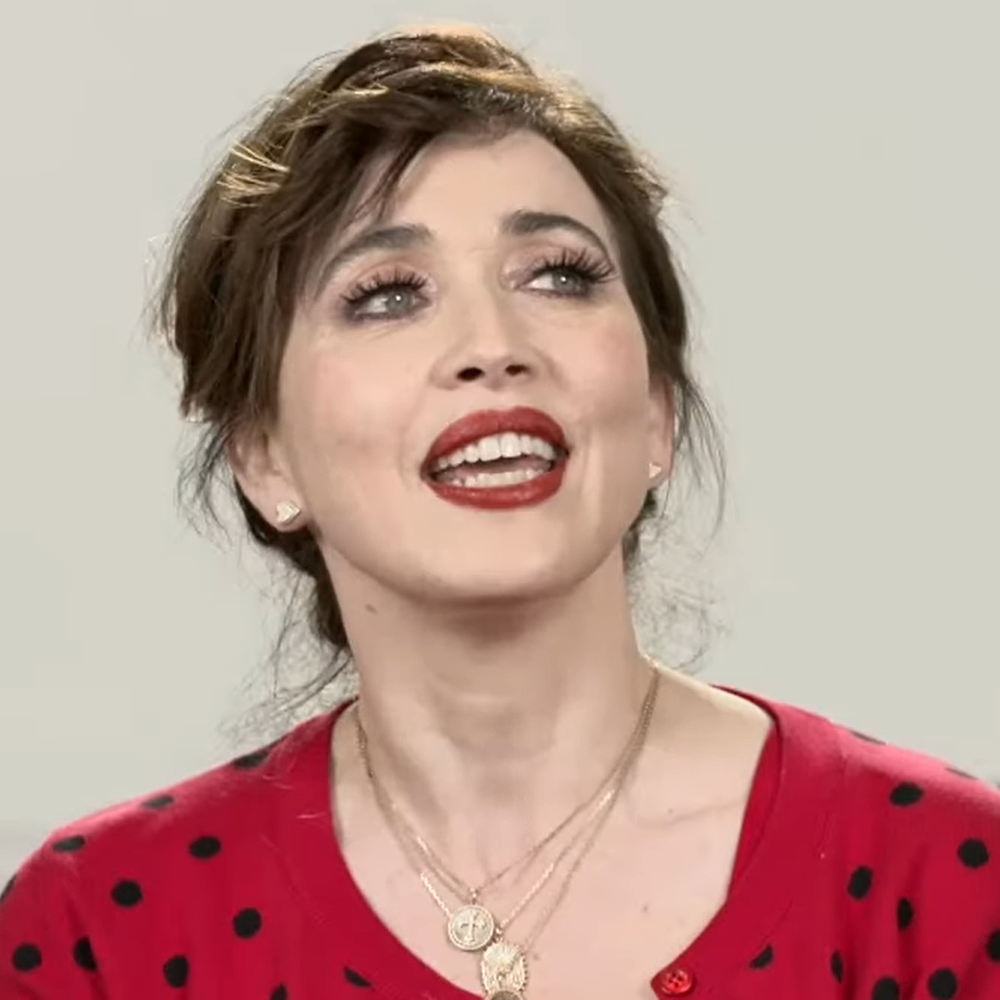
Chiara Francini nel 2024

 Il 2024 si apre con il ritorno sul grande schermo nel film, diretto da Leonardo Pieraccioni, Pare parecchio Parigi, per la prima volta a fianco di Nino Frassica. Il 10 aprile debutta su Rai con il suo spettacolo Forte e Chiara, che prende il titolo dall’omonima opera letteraria pubblicata nel 2023, chiuso con una puntata di anticipo per i bassi ascolti.
Nella stagione teatrale 2024 oltre allo spettacolo Forte e Chiara, Francini continua a portare in scena Coppia aperta, quasi spalancata di Dario Fo e Franca Rame.
Nel giugno del 2023 fonda la produzione cinematografica Nemesis, insieme a tre soci. Coppia aperta quasi spalancata tratto dall'opera di Franca Rame e Dario Fo, per la regia di F. Di Giacomo è il primo film prodotto, scritto e interpretato dalla Francini. Il 28 agosto 2024 il film apre le Giornate degli autori all'interno della Mostra internazionale d'arte cinematografica di Venezia.
Il film esce nelle sale il 29 agosto 2024, distribuito da I Wonder Pictures.

## Filmografia

### Cinema
- Fortezza Bastiani, regia di Michele Mellara e Alessandro Rossi (2002)
- Tutti all'attacco, regia di Lorenzo Vignolo (2005)
- Lillo e Greg - The movie!, regia di Luca Rea (2007)
- Una moglie bellissima, regia di Leonardo Pieraccioni (2007)
- La canarina assassinata, regia di Daniele Cascella (2007)
- Il mattino ha l'oro in bocca, regia di Francesco Patierno (2008)
- Miracolo a Sant'Anna (Miracle at St. Anna), regia di Spike Lee (2008)
- Un altro pianeta, regia di Stefano Tummolini (2008)
- Feisbum - Il film, regia di Emanuele Sana, episodio Gaymers (2009)
- Maschi contro femmine, regia di Fausto Brizzi (2010)
- Femmine contro maschi, regia di Fausto Brizzi (2011)
- Amici miei - Come tutto ebbe inizio, regia di Neri Parenti (2011)
- C'è chi dice no, regia di Giambattista Avellino (2011)
- La peggior settimana della mia vita, regia di Alessandro Genovesi (2011)
- Buona giornata, regia di Carlo Vanzina (2012)
- Pazze di me, regia di Fausto Brizzi (2013)
- Ti sposo ma non troppo, regia di Gabriele Pignotta (2014)
- Tutto molto bello, regia di Paolo Ruffini (2014)
- Soap opera, regia di Alessandro Genovesi (2014)
- On Air - Storia di un successo, regia di Davide Simon Mazzoli (2016)
- Sono tornato, regia di Luca Miniero (2018)
- Martin Eden, regia di Pietro Marcello (2019)
- Altri padri, regia di Mario Sesti (2021)
- Pare parecchio Parigi, regia di Leonardo Pieraccioni (2024)
- Coppia aperta quasi spalancata, regia di Federica Di Giacomo (2024)

### Televisione
- Radio Sex – sitcom (2006)
- Le ragazze di San Frediano, regia di Vittorio Sindoni – miniserie TV (2006)
- Lillo e Greg, regia di Luca Rea – miniserie TV (2007)
- Piloti – sitcom (2007)
- Gente di mare – serie TV, 25 episodi (2007)
- Camera Café – sitcom (2008)
- Don Matteo – serie TV, episodio 6x19 (2008)
- Romanzo criminale - La serie – serie TV, episodio 1x09 (2008)
- La scelta di Laura – serie TV (2009)
- Le segretarie del sesto, regia di Angelo Longoni – film TV (2009)
- La donna velata, regia di Edoardo Margheriti – film TV (2010)
- Tutti pazzi per amore – serie TV (2010-2011)
- Un Natale per due, regia di Giambattista Avellino – film TV (2011)
- Nero Wolfe – serie TV, episodio 1x04 (2012)
- Matrimoni e altre follie – serie TV (2016)
- Non dirlo al mio capo – serie TV, 24 episodi (2016-2018)
- Purché finisca bene – film TV, episodi 2x01-6x04 (2016-2022)
- Addio al nubilato, regia di Francesco Apolloni (2021)
- Tre sorelle, regia di Enrico Vanzina – film TV (2022)
- Addio al nubilato 2 - L'isola che non c'è, regia di Francesco Apolloni (2023)

### Cortometraggi
- Sei p. in cerca d'autore, regia di Giampaolo Morelli (2003)
- L'inferno secondo noi, regia di Giovanni Giacobelli (2005)
- Bulli si nasce, regia di Massimo Cappelli (2007)
- Questione di gusti, regia di Pappi Corsicato (2009)
- I really love..., regia di Nicola K. Guarino (2009)

### Videoclip
- Umorismo Italiano di Michele Bravi (2024)

## Teatro
- Cioccolata, regia di Marcella Ermini (2001)
- Cemento, regia di Stephan Oertili (2001)
- Noccioline, regia di Barbara Nativi (2002)
- Romeo e Giulietta, regia di Francesco Tarsi (2002)
- Gli amori di William, regia di Michele Panella, Sandra Garuglieri e Simona Arrighi (2002)
- Il pittore di Madonne o nascita di un quadro, regia di Barbara Nativi (2002)
- E se Dante fosse stato un cantautore, regia di Sandro Dieli (2002)
- Antonio e Cleopatra, regia di Francesco Tarsi (2003)
- Scene pauliste, regia di Debora Dubois (2004)
- Festival amore mio, direzione artistica di Serena Dandini (2004)
- Sogno di una notte di mezza estate, regia di Francesco Tarsi (2004)
- Maledetta Primavera show, regia di Fabrizio Angelini (2004)
- Faccia da comico, direzione artistica di Serena Dandini (2005)
- Naftalina, regia di Stefano Messina (2006)
- Ti ho sposato per allegria, regia di Piero Maccarinelli – protagonista (2013)
- Due, regia di Luca Miniero – protagonista (2016-2018)[32]
- Coppia aperta quasi spalancata di Dario Fo e Franca Rame, regia di Alessandro Tedeschi – protagonista (2019-in corso)
- L'amore segreto di Ofelia di Steven Berkoff, drammaturgia di Chiara Lagani, regia Luigi De Angelis – protagonista (2020-in corso)
- Una ragazza come Io di Chiara Francini, regia Nicola Borghesi – protagonista (2022)
- Forte e Chiara di Chiara Francini, regia Alessandro Federico – protagonista (2023- in corso)

## Programmi TV
- Bla bla bla (Rai 2, 2005)
- Stracult (Rai 2, 2005)
- Colorado (Italia 1, 2011, 2014)
- Aggratis! (Rai 2, 2013)
- Fashion Style (La 5, 2013)
- MTV Awards Italia (MTV, 2014)
- Domenica in (Rai 1, 2016-2017)
- Love me gender (Real Time, LaF, 2018)
- Love me stranger (Real Time, LaF, 2019)
- Drag Race Italia (Real Time, 2021-2022; Paramount+, dal 2023) – giudice
- Alessandro Borghese - Celebrity Chef (TV8, 2022) – concorrente
- 73º Festival di Sanremo (Rai 1, 2023) – co-conduttrice quarta serata
- Premio Louis Braille (Rai 1, 2023)
- Forte e Chiara (Rai 1, 2024)

## Doppiaggio
Matilda in Angry Birds - Il film (2016)

## Opere
- Non parlare con la bocca piena, Milano, Rizzoli, 2017, ISBN 978-88-17-10133-2.
- Mia madre non lo deve sapere, Milano, Rizzoli, 2018, ISBN 978-88-17-11976-4.
- Un anno felice, Milano, Rizzoli, 2019, ISBN 978-88-17-11895-8.
- Il cielo stellato fa le fusa, Milano, Rizzoli, 2020, ISBN 978-88-17-14866-5.
- Forte e Chiara, Milano, Rizzoli, 2023, ISBN 978-88-17-18334-5
- Le querce non fanno limoni, Milano, Rizzoli, 2025, ISBN 978-88-17-16190-9

## Rubriche
- Forte e Chiara su Specchio de La Stampa, (dicembre 2021 - in corso)

## Riconoscimenti
- Premio Renzo Montagnani (2010)[33], Firenze.
- Mostra internazionale d'arte cinematografica di Venezia 2011, Premio Guglielmo Biraghi come attrice rivelazione dell'anno[5].
- Premio Afrodite 2011 come giovane attrice brillante, Roma[5].
- Capri, Hollywood, Attrice dell'anno (2011), Capri[5].
- Torrino d'oro 2012 - Civica Benemerenza assegnata a personaggi di spicco delle istituzioni, della cultura, dello spettacolo fiorentini[34].
- Festival internazionale del film di Roma 2014, Premio AKAI come miglior attrice protagonista[5].
- Premio Simpatia 2016[35]